# InterSystems Caché
InterSystems Caché е система от обекти за управление на бази данни разработена от InterSystems. Тя се грижи за достъпа чрез обекти и SQL таблици до базата данни, но също така и позволява директна работа върху основните структури от данни. Caché работи на Windows, Linux, Solaris, HP-UX, Tru64 UNIX, AIX, Mac OS X и OpenVMS платформи.

Caché складира данни в многомерни масиви способни да пренасят йерархично структурирани данни. Това са същите глобални структури от данни използвани от програмния език MUMPS, който е повлиян от дизайна на Caché и са подобни на тези използвани от MultiValue системи.